# Alphonse de Woelmont d'Opleeuw

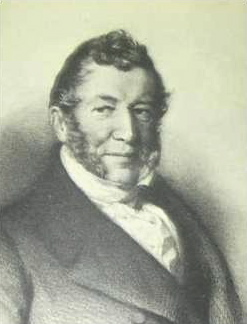
Alphonse de Woelmont d'Opleeuw

Baron Louis Alexandre Alphonse de Woelmont d’Opleeuw (Namen, 20 januari 1799 - Gors-Opleeuw, 7 maart 1856) was lid van het Belgisch Nationaal Congres en volksvertegenwoordiger.

## Biografie

### Familie
De familie De Woelmont behoorde sinds 1699 tot de adelstand in de provincie Namen. Alphonse de Woelmont was een zoon van Frédéric de Woelmont de Brumagne (1769-1829) en Marie-Anne de Mettecoven (1766-1800). Zijn vader was edelknaap bij de Oostenrijkse gouverneurs-generaal en later kamerheer van koning Willem I. Hij werd in 1816 onmiddellijk in de adelstand bevestigd met de erfelijke titel van baron, samen met zijn broers Auguste de Woelmont d'Hambraine en Charles de Woelmont de Mehaigne.
Hij trouwde in 1824 in Brussel met Ghislaine Christyn de Ribaucourt (1801-1851), dochter van graaf Philippe Christyn de Ribaucourt. Ze kregen vijf kinderen.
- Arthur de Woelmont (1826-1911), trouwde in 1854 in Brussel met barones Valérie de Wal (1831-1906), maar het huwelijk werd al na drie jaar ontbonden, ook kerkelijk. Hij verloor door gokken een groot deel van het familiefortuin, onder meer, in 1873, het kasteel Ammersoyen en de eigendommen in Ammerzoden. Hij vertrok vervolgens op avontuur en overleed in Marseille. Hij hertrouwde tweemaal, met afstammelingen uit zijn tweede en derde huwelijken.
- Gustave de Woelmont (1828-1914), burgemeester van Gors-Opleeuw, provincieraadslid van Limburg, volksvertegenwoordiger en senator, trouwde in 1861 in Seneffe met Hélène Daminet (1841-1883), dochter van Adolphe Daminet, industrieel en burgemeester van Seneffe, en kleindochter van baron Alexandre Daminet en graaf Charles-Albert van der Burch.
- Léopold de Woelmont (1835-1917), burgemeester van Maillen en ondervoorzitter van de provincieraad van Namen, trouwde in 1867 in Vedrin met Marie-Joséphine de Montpellier (1837-1874), dochter van jhr. Constant de Montpellier, burgemeester van Vedrin en provincieraadslid van Namen.
- Théodore de Woelmont (1837-1894), burgemeester van Eghezée en provincieraadslid van Namen.

Hij was een schoonbroer van graaf Prosper Christyn de Ribaucourt, gemeenteraadslid van Perk, burgemeester van Laarne, lid van de Provinciale Staten van Zuid-Brabant, provincieraadslid van Brabant en senator.

### Loopbaan
De Woelmont studeerde af als doctor in de rechten. Pas 25 jaar geworden, werd hij lid van de Provinciale Staten van Limburg namens de adel en in 1829 werd hij burgemeester van Gors-Opleeuw, ambt dat hij tot aan zijn dood vervulde. In oktober 1830 werd hij als plaatsvervangend lid van het Nationaal Congres verkozen en zetelde onmiddellijk, vanwege de weigering van een effectief verkozen lid. Een broer van hem, Théodore de Woelmont (1800-1852), had als vrijwilliger bij de Belgische opstandelingen gevochten tijdens de gevechten in Brussel in september-oktober 1830. De Woelmont werd gerekend onder de gematigde liberalen. Hij kwam weinig tussen maar sprak wel een uitgebreide redevoering uit aangaande de XVIII artikelen, die hij als Limburgs afgevaardigde eigenlijk niet kon aanvaarden, maar het toch deed in het belang van de vrede.
Hij was vervolgens nog volksvertegenwoordiger voor het arrondissement Hasselt (1831-1833).
In mei 1832 werd hij tot kolonel benoemd van de Burgerwacht van het kanton Borgloon. Hij werd opnieuw provincieraadslid van Limburg en was ondervoorzitter van de provincieraad. Hij was ook inspecteur van de paardenfokkerijen in Limburg. Hij werd lid van de provinciale landbouwcommissie en van de Hoge Raad voor de Landbouw.